# Список країн, що володіють ядерною зброєю
Ядерний клуб — неофіційна назва групи країн, що володіють ядерною зброєю. До неї входять США (з 1945), Росія (перед тим СРСР: з 1949), Велика Британія (1952), Франція (1960), КНР (1964), Індія (1974), Пакистан (1998) і КНДР (2006). Також вважається, що Ізраїль має ядерну зброю.
«Старі» ядерні держави США, Росія, Сполучене Королівство, Франція й Китай є т. зв. ядерною п'ятіркою — тобто державами, які вважаються «легітимними» ядерними державами згідно з Договором про нерозповсюдження ядерної зброї. Інші країни, які володіють ядерною зброєю, називаються «молодими» ядерними державами.
Крім того, на території декількох держав, які є членами НАТО й іншими союзниками, перебуває або може перебувати ядерна зброя США. Деякі експерти вважають, що за певних обставин ці країни можуть нею скористатися.

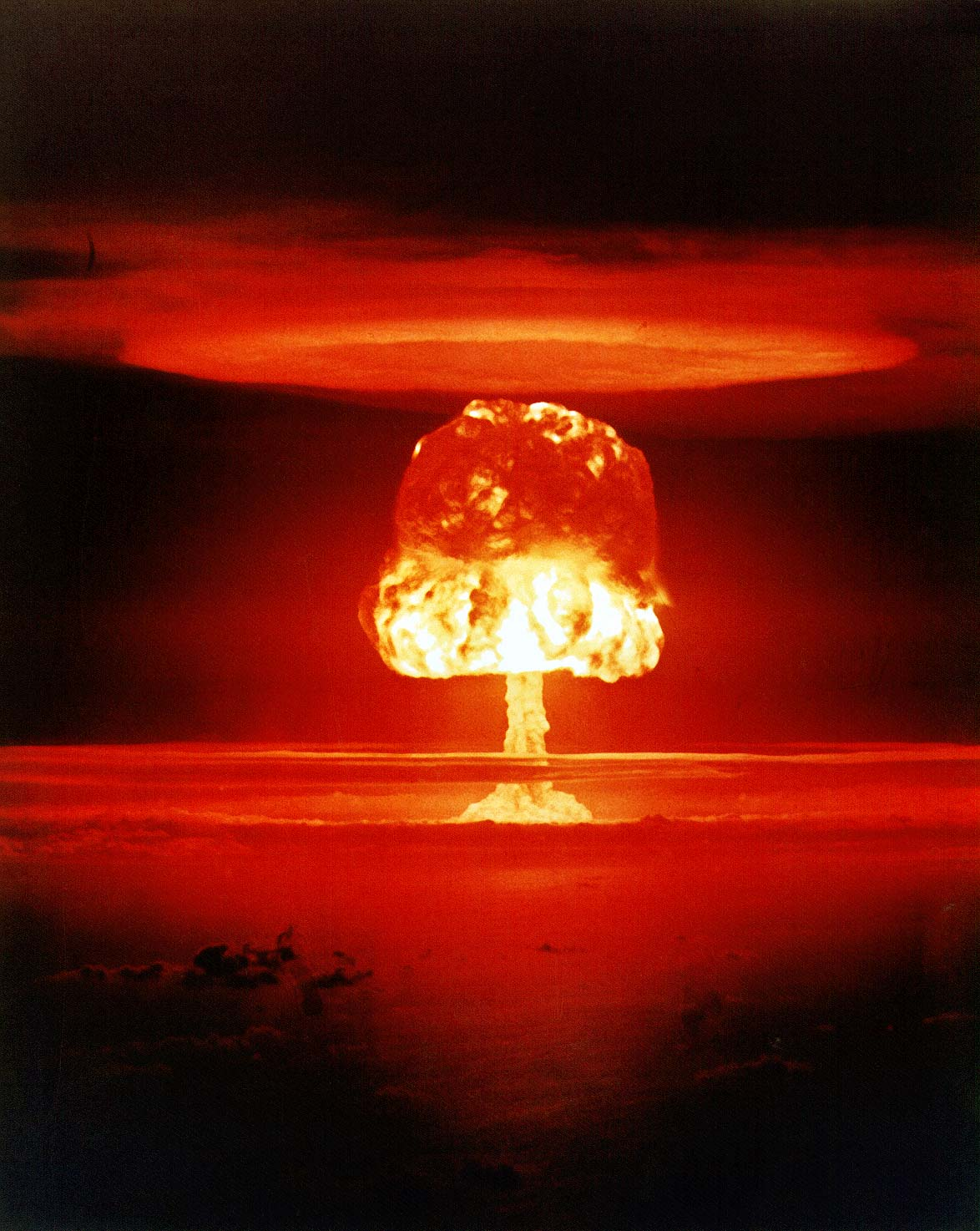
Випробування термоядерної бомби на атолі Бікіні, 1954 р.

## Список
США здійснили перший в історії ядерний вибух потужністю 20 кілотонн 16 липня 1945 року на випробуванні «Триніті». 6 й 9 серпня 1945 року ядерні бомби були скинуті, відповідно, на японські міста Хіросіма й Нагасакі. Перша в історії детонація термоядерного пристрою була проведена 31 жовтня 1951 року на атолі Бікіні у випробуванні Айві Майк.
СРСР випробував свій перший ядерний пристрій потужністю 22 кілотонни 29 серпня 1949 року на Семипалатинському полігоні. Випробування першої у світі термоядерної бомби — там само 12 серпня 1953 року. Росія стала єдиним міжнародно визнаним спадкоємцем ядерного арсеналу Радянського Союзу.
Велика Британія зробила перший надводний ядерний вибух потужністю близько 25 кілотонн 3 жовтня 1952 року в районі островів Монте-Белло (західніше Австралії). Термоядерне випробування — 15 травня 1957 року на острові Різдва в Полінезії.
Франція провела наземні випробування ядерного заряду потужністю 20 кілотонн 13 лютого 1960 року в оазі Регган в Алжирі. Термоядерне випробування — 24 серпня 1968 року на атолі Муруроа.
Китай підірвав ядерну бомбу потужністю 20 кілотонн 16 жовтня 1964 року в районі озера Лобнор. Там же ж була випробувана термоядерна бомба 17 червня 1967 року.
Індія зробила перше випробування ядерного заряду потужністю 20 кілотонн 18 травня 1974 року на полігоні Покхаран у штаті Раджастхан, але офіційно не визнала себе власником ядерної зброї. Це було зроблено лише після підземних випробувань п'яти ядерних вибухових пристроїв, зокрема 32-кілотонної термоядерної бомби, які пройшли на полігоні Покхаран 11-13 травня 1998 року.
Пакистан провів підземні випробування шести ядерних зарядів 28 й 30 травня 1998 року на полігоні Чагай-Хиллз у провінції Белуджистан як симетричну відповідь на індійські ядерні випробування 1974 й 1998 років.
КНДР заявила про створення ядерної зброї в середині 2005 року й провела перше підземне випробування ядерної бомби можливою потужністю близько 1 кілотонни 9 жовтня 2006 року (очевидно, вибух з неповним енерговиділенням) і друге потужністю приблизно 12 кілотонн 25 травня 2009 року. 12 лютого 2013 року була випробувана бомба потужністю 6-7 кілотонн. 6 січня 2017 року КНДР повідомила про успішне випробування термоядерної бомби, 3 вересня 2017 року КНДР знову заявила про успішне випробування термоядерної зброї. Потужність оцінюють на рівні 100—150 кілотон.
Ізраїль не коментує інформацію про наявність у нього ядерної зброї, однак, на одностайну думку всіх експертів, має ядерні боєзаряди власної розробки з кінця 1960-х — початку 1970-х рр. Станом на 2017 рік деякі фахівці вважають, що країна має близько 80-85 ядерних боєголовок, які перебувають на зберіганні та потребуватимуть певний час для приведення у бойову готовність.

## Колишні члени ядерного клубу

### Після розпаду СРСР
Україна, Білорусь й Казахстан, на території яких перебувала частина ядерного озброєння СРСР, після підписання в 1992 році Лісабонського протоколу були оголошені країнами, що не мають ядерної зброї, і в 1994-1996 роках передали всі ядерні боєприпаси Російській Федерації.
1991 року після розпаду Радянського Союзу Україна була третьою країною у світі за ядерним арсеналом. Україна відмовилась від свого арсеналу, який розташовувався на її території з часів Радянського Союзу, за умов надання їй відповідних гарантій провідними ядерними державами світу. З вересня 1993 р. під час переговорів двох Президентів України і Росії була досягнута домовленість про ліквідацію всієї ядерної зброї, що розташовувалася в Україні. Угода між Урядом РФ і Урядом України про утилізацію ядерних боєзарядів, а також документи про основні принципи утилізації ядерних боєзарядів Стратегічних ядерних сил, дислокованих в Україні, були підписані керівниками урядів двох країн.
Верховна Рада України прийняла Постанову про ратифікацію Договору про скорочення і обмеження стратегічних наступальних озброєнь, підписаного в Москві 31 липня 1991 р. між СРСР і США, і протоколу до нього, підписаного в Лісабоні від імені України 23 травня 1992 р. з певними застереженнями, без урахування яких ратифікації не відбудеться. Серед застережень привертають увагу такі:
- нерухомість, стратегічні і тактичні ядерні сили, в тому числі ядерні боєзаряди, розташовані на території України, оголошено власністю України (пункт 1);
- Україна, яка стала власником ядерної зброї, успадкованої від колишнього СРСР, здійснює адміністративне управління стратегічними ядерними силами (пункт 3);
- Україна як держава-власник ядерної зброї просуватиметься до без'ядерного статусу і поетапно вивільнятиметься від розміщеної на її території ядерної зброї за умов одержання нею надійних гарантій її національної безпеки, в яких ядерні держави візьмуть на себе зобов'язання ніколи не використовувати ядерну зброю проти України, не використовувати проти неї звичайні збройні сили і не застосовувати погрози силою, поважати територіальну цілісність і недоторканність кордонів України, утримуватися від економічного тиску з метою розв'язання будь-яких спірних питань (пункт 5);

Україна виконає свої зобов'язання по Договору у передбачені ним строки.
Зрештою, Україна стала однією з перших країн, які відмовилися від ядерної зброї у світі.

### Південно-Африканська Республіка
Невеликий ядерний арсенал був у Південно-Африканської Республіки, але всі шість зібраних ядерних зарядів були добровільно знищені при демонтажі режиму апартеїду на початку 1990-х років. Вважається, що ПАР проводила власні або разом з Ізраїлем ядерні випробування у районі острова Буве в 1979 році, що стало відоме як Інцидент Вела. ПАР — єдина країна, що самостійно розробила ядерну зброю й при цьому добровільно від неї відмовилася.

## Ядерні програми інших держав
З різних причин добровільно відмовилися від своїх ядерних програм Бразилія, Аргентина, Лівія. У різні роки підозрювалося, що ядерну зброю можуть розробляти ще кілька країн. Вважається, що найбільш близьким до створення власної ядерної зброї є Іран. Також на думку багатьох фахівців, деякі країни (наприклад, Японія й Німеччина), що не володіють ядерною зброєю, за своїми науково-виробничими можливостями здатні створити її за короткий час після ухвалення політичного рішення й фінансування.
Історично потенційну можливість створити ядерну зброю другою або навіть першою мала Нацистська Німеччина. Однак Урановий проєкт до розгрому Третього Рейху завершений не був з ряду причин.
Експеримент n-ної країни, проведений у середині 1960-х років Ліверморською національною лабораторією показав, що нині технічних складностей для створення атомної зброї немає, і навіть, використовуючи публічну інформацію, науковці навіть невеликої країни зможуть за порівняно короткий строк створити прототип бомби. Цей факт лише підкреслює значимість міжнародних зусиль, які спрямовані на контроль і протидію поширенню зброї масового знищення.

## Сучасний стан
За даним дослідників Ганса Крістенсена та Роберта Норіса з Американської федерації науковців, станом на середину 2017 року у світі було близько 15 000 одиниць ядерної зброї, які знаходились на 107 базах у 14 країнах. Близько 9 400 з них перебували на військових арсеналах; решту зняли з озброєння та перебувала на базах зберігання в очікуванні остаточної утилізації. Близько 4 000 одиниць були в оперативній готовності, близько 1 800 перебували на бойовому чергуванні та готові до використання.
Найбільше ядерної зброї є у США та Росії, які володіють 93 % світового арсеналу. На додачу до інших семи країн-членів ядерного клубу (Велика Британія, Франція, Китай, Ізраїль, Індія, Пакистан, та Північна Корея), на території п'яти країн-членів НАТО (Бельгія, Німеччина, Італія, Нідерланди та Туреччина) є близько 150 американських ядерних бомб на шести авіабазах.

### SIPRI 2023
В щорічному звіті Стокгольмського міжнародного інституту дослідження проблем миру (SIPRI) «SIPRI Yearbook 2023» зазначалося, що кількість наявних ядерних боєприпасів почала зростати в міру того, як прогресували довгострокові плани модернізації та розширення сил країн. Війна Росії проти України посилила конфронтацію між великими державами. США, РФ, Китай, КНДР та Індія, Велика Британія, Ізраїль та Франція нарощували кількість розгорнутих ядерних боєголовок, а деякі з них розгорнули нові системи озброєнь, які здатні нести ядерні заряди. Так, у січні 2023 року із 12512 боєголовок приблизно 9576 перебували на складах для потенційного використання. Це на 86 одиниць більше, аніж їх було у січні 2022 року. Зокрема, 3844 боєголовки були розгорнуті разом із ракетами та літаками. США і РФ мали майже 90 % світової ядерної зброї, їхні сумарні 2000 боєголовок перебували в стані «високої оперативної готовності», тобто були встановлені на ракетах або зберігалися на авіабазах розміщення атомних бомбардувальників. Китай наростив свій ядерний арсенал із 350 боєголовок до 410. SIPRI вважає, що кількість китайських балістичних ракет до кінця десятиліття може зрівнятися з російськими чи американськими. У 2022 році Франція продовжила свої програми з розробки атомного підводного човна з балістичними ракетами третього покоління і нової крилатої ракети повітряного базування. Індія та Пакистан розширювали ядерні арсенали та продовжували розробки нових систем доставлення. КНДР у 2022 році не проводила ядерних випробувань, але здійснила понад 90 ракетних пусків. Деякі із запущених ракет могли нести ядерні боєголовки. Натомість Ізраїль, який публічно не визнавав володіння ядерною зброєю, також модернізував свій ядерний арсенал.

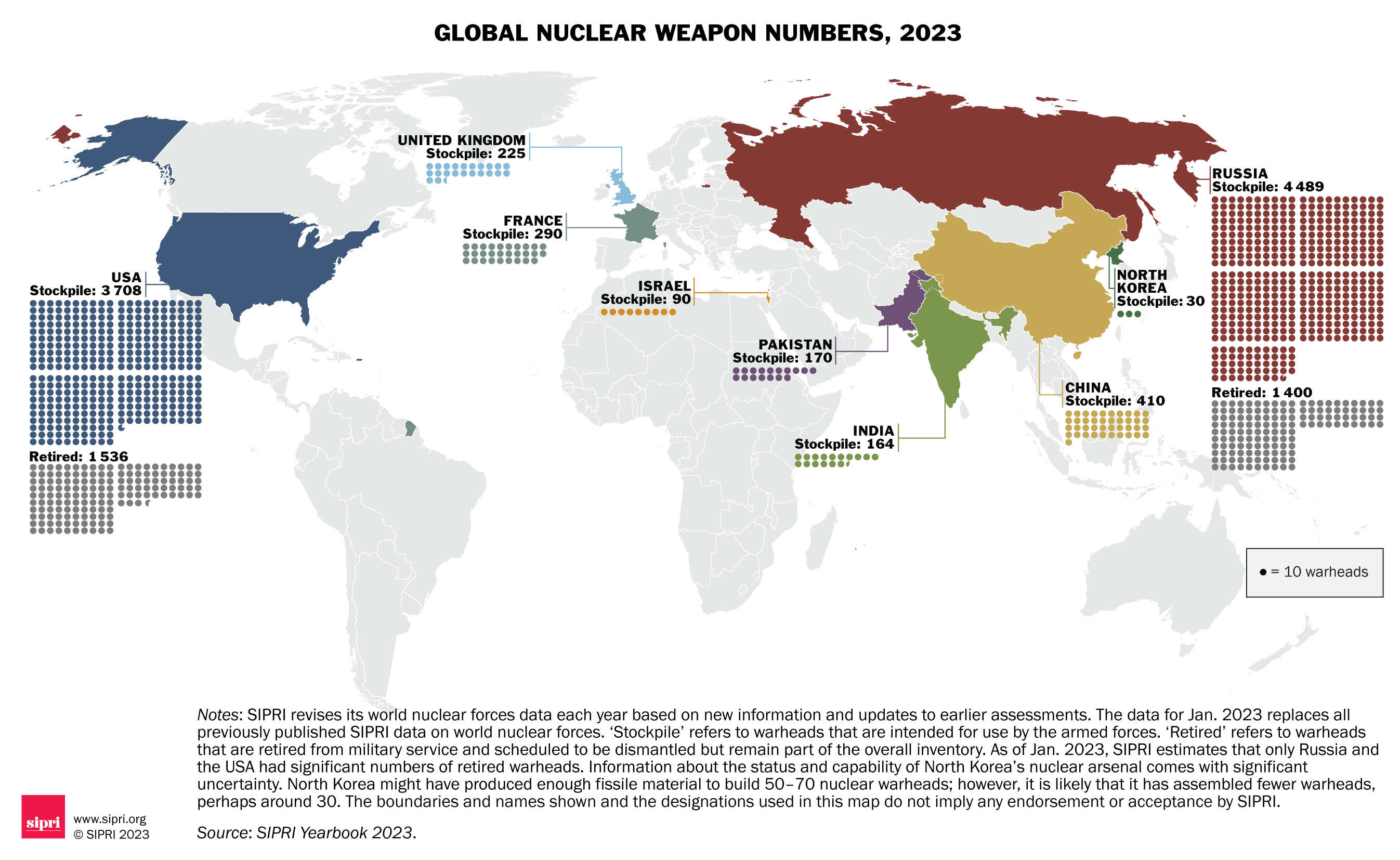
Глобальні запаси ядерних боєголовок, січень 2023 року